# Сидни, Энн
Энн Сидни (род. 27 марта 1944, Пул, Дорсет) — британская актриса, победительница конкурса Мисс Мира 1964, на котором представляла Великобританию. Она стала второй женщиной из своей страны, которая победила в конкурсе Мисс Мира. Она получила титул; после Розмари Франкленд, победившей в 1961 году.
Конкурс прошёл в Лондоне, Великобритания. До того как Сидни стала Мисс Мира она познакомилась с телеведущим en:Bruce Forsyth, который в то время был женат на Пенни Калверт. Во время её года в качестве Мисс Мира, она путешествовала по всему миру. Один раз в компании Боба Хоупа в качестве поддержки благотворительной организации по содействию вооружённым силам США, в туре по Азии.
После года в качестве Мисс Мира 1964, Энн Сидней получила много небольших ролей на телевидении, включающих эпизоды в Avenger и en:Are You Being Served?. Энн Сидни снималась в фильме режиссёра Николаса Роуга Представление» и в фильме про Джеймса Бонда Живёшь только дважды, в сцене с кабаре.
Сидни также снималась в австралийском комедийном сериале Birds In The Bush (1972) и в более поздней версии, en:The Better Sex (1978).

## Фильмография[5]
- 1961 Мстители |  The Avengers (Великобритания)
- 1967 Живёшь только дважды
- 1968 Себастьян | Sebastian (Великобритания)
- 1970 Представление | Performance (Великобритания) :: Дана
- 1972 Птицы в кустах |Birds In The Bush
- 1972 Are You Being Served?
- 1978 The Better Sex